# 哈娜·戈达
哈娜·艾曼·胡辛·穆罕默德·戈达（Hana Ayman Hussin Mohamed Goda，2007年12月12日—），埃及女子乒乓球运动员。她代表埃及队参加了巴黎奥运会。

## 選手生涯
2022年5月，年仅14岁7个月的戈达赢得了非洲杯冠军，成为赛事历史上最年轻的冠军，也是有史以来获得洲际杯最年轻的球员。在2025年第3次获得非洲杯冠军。
戈达在2023年非洲运动会上为埃及队获得了乒乓球女子单打冠军。在2024年WTT冠军蒙彼利埃站，她比分爆冷战胜了2号种子陈幸同，成为非洲大陆第一位进入WTT冠军赛四分之一决赛的球员。在2024年10月举行的非洲乒乓球锦标赛上她包揽单打、双打和团体三枚金牌。之后她2024年11月，16岁的戈达在瑞典举行的世界青年乒乓球锦标赛上赢得了19岁以下级别女子单打铜牌，成为第一位获得该级别铜牌的的埃及、阿拉伯和非洲运动员。
2025年2月，戈达在最新的ITTF世界排名中达到了职业生涯最高的第27位，使她成为非洲排名最高的女子球员。